# Brachycentrus ugamicus
Brachycentrus ugamicus är en nattsländeart som beskrevs av Grigorenko och Ivanov 1990. Brachycentrus ugamicus ingår i släktet Brachycentrus och familjen bäcknattsländor. Inga underarter finns listade i Catalogue of Life.